# Zlatko Foglar
Zlatko Foglar(Tuzla, 5. listopada 1935.), hrvatski operni pjevač bariton

## Životopis
Foglar je rođen u Tuzli. 
Maturirao 1954. godine na zagrebačkoj IV. gimnaziji. Njegova je generacija organizirala svečani dolazak u školu s kolegicama iz ženske gimnazije i prošetali nekoliko krugova oko Mimare, dotad nikad viđeno, što je za ono vrijeme bilo znak mladenačkog bunta, jer su mladići i djevojke onda odvojeno pohađali gimnazije. Ravnatelj im je to zabranio. Po tome su mimohodu bili preteča norijade.
U Zagrebu je učio pjevanje na Glazbenoj školi »Vatroslav Lisinski« kod M. Lunzera i privatno u Z. Šira. U Salzburgu se usavršavao u Mozarteumu. Foglarov je glas lirski bariton. Studirao je u Zagrebu na Filozofskom fakultetu, gdje je diplomirao je hrvatski jezik i književnost. Prvi nastup na opernoj pozornici bio je u inozemstvu. U Salzburgu je nastupio 1958., gdje je glumio u Verdijevoj operi Don Carlos Flamanskog poslanika, a ravnao je sami Herbert von Karajan.Salzburgu se opet vratio i 1960. igrao u Verdijevom Don Carlu na Salzburškim festivalskim igrama. Solistički nastupa od 1961. i prvo djeluje pri HNK u Osijeku, nakon čega kao slobodni umjetnik nastupa po drugim velikim kazališnim kućama kao HNK u Splitu, HNK Ivana pl. Zajca u Rijeci i sarajevskom Narodnom kazalištu. Igrao je glavne i epizodne uloge u djelima domaćih i inozemnih autora. Glumio je u operama, operetama i mjuziklima. Najviše je glumio u Nikoli Šubiću Zrinskom Ivana Zajca, osobito u osječkom HNK kad je gostovao početkom Domovinskog rata po Hrvatskoj i Njemačkoj.
Godine 1980. Zlatko Foglar javlja se kao dirigent zbora župe sv. Petra na Festivalu duhovne glazbe i poezije "Zagreb 1980" (Uskrsfest).
Vodio je mješoviti oratorijski zbor crkve sv. Petra u Zagrebu "Hosanna".
Početkom Domovinskog rata kad se Hrvatska borila za međunarodno priznanje, Foglar je kao član Hrvatsko-austrijskog društva organizirao u Austriji koncerte hrvatskih glazbenika, prenosio ideju samostalne Hrvatske, te prikupljao novac za pomoć izbjegličkoj djeci.
Surađivao je s drugim solistima i dirigentima kao Josip degl' Ivellio i dr.
Član Upravnog vijeća Centra za kulturu "Trešnjevka" 2001. godine.
Član je ocjenjivačkog suda tribine Darko Lukić.
Na Festivalu kajkavske popevke nastupio 1971. pjesmom Zakaj bi bil tužen i 1978. pjesmom Senje srebrene.
6. prosinca 1986. u Osijeku dobio je Plaketu Hrvatskog društva glazbenih umjetnika povodom 25. obljetnice.
30. rujna 2013. dobio je vrhunsko priznanje udruge za kulturu Mare nostrum Croaticum, najstarije svoje vrste u Hrvata, Zlatnu plaketu s kadenom.
Počasni je član Hrvatskog društva glazbenih umjetnika.
Umirovljen je kao solist zagrebačkog HNK.

## Vanjske poveznice
- Zakaj bi bil tužen ... Zlatko Foglar - Kajkavske popevke[neaktivna poveznica], Album: Krapina 1971.